# 太原保卫战
太原保衛戰是1937年11月太原会战的核心战役，也是抗日战争早期的大型戰役之一的太原会战的最后一场战役。地點是在中國山西太原。

## 历史
1937年10月26日，娘子关失守，第二战区决定以太原为中心“依城野战”。攻擊部隊為太原以北忻口方向过来的日軍察哈尔派遣兵团和第5师团以及太原以东娘子关方向过来的日军第20师团和第109师团。守军为阎锡山指挥的第二战区第三十五军，傅作义为太原城防司令。
1937年11月4日第三十五军在太原城内进行守备部署。原计划从娘子关和忻口撤退下来的部队占据太原的东山、西山协助守城。但这些部队纷纷直接向南撤走，“依城野战”变成了在太原城内进行战斗部署，原计划从娘子关和忻口撤退的部队占据太原东山、西山协助第35军守城，然而因日军尾随而至，这些部队均纷纷向南撤退，“依城野战”成了第35军孤城固守。
第三十五军守城部署为：
- 北城从西北城角起依次为：新编第1团，第218旅第435团、第210旅第420团，第218旅第436团。
- 东城从东北城角起依次为：第210旅第419团，第211旅第422团，第211旅第421团。
- 南城为第213旅。
- 西城新编独立第1旅。
- 炮兵第21团、第22团、炮垒大队和高射炮一个连分布在城内
- 城外北关兵工厂由第420团两个营防守；
- 东南城外郝庄、双塔寺阵地，由刘景新团的韩春富营防守;
- 南城、西城外，由担任城防的杨、陈两旅，分别在太原火车站和汾河东岸派出警戒部队;
- 第35军的骑兵连，放在汾河西岸，担任游动巡逻。
- 第35军军部驻山西省政府内，副军长曾延毅为太原戒严司令，负责维持城内秩序。袁庆曾为关厢防守指挥官，负责督战任务。

11月4日下午，第二战区前敌总指挥卫立煌进太原城和傅作义见面，卫不主张固守孤城。但傅表示：守土抗战，军人有责。卫立煌给傅作义留下“相机撤退”的手令。黄昏后封闭所有城门。
11月5日，日军从东、北两面逼近太原城郊，5日东路日军占领榆次。8日黄昏后守军接到突围撤退的命令，从西、南门突围出城。
太原失守后，傅作义任第二战区北路军总司令，驻防山西河曲。
根據投入攻城的日軍步兵第42聯隊戰鬥詳報，僅該聯隊就於11月1日至11月10日在太原與其城郊總共戰死72人，戰傷153人。而同樣投入太原保衛戰的日軍第20師團，於此役與之前的河北作戰與娘子關戰役作戰傷亡減員極大，以至於1938年1月日軍鐵道運輸單位仍需要輸送2,316名補充人員至該師團補充缺額（重傷致殘者以外的傷兵應不在補充範圍內）。